# Sing (singel Annie Lennox)
Sing – singel Annie Lennox, wydany w roku 2007.

## Ogólne informacje
Był to drugi i ostatni singel z płyty Songs of Mass Destruction. Pierwotnie został wydany tylko w postaci cyfrowej, dopiero w marcu 2008 ukazała się limitowana wersja CD. Piosenka dotarła do miejsca 18. na amerykańskiej liście Hot Dance Club Play.
„Sing” to nagranie charytatywne, powstałe w celu zwrócenia uwagi na problem HIV i AIDS (zwłaszcza w Afryce), edukowania w zakresie zapobiegania choroby i zebrania funduszy na walkę z nią.

## Goście
Do nagrania tego utworu Annie Lennox zaprosiła 23 inne światowej sławy wykonawczynie:
- Anastacia
- Isobel Campbell
- Dido
- Céline Dion
- Melissa Etheridge
- Fergie
- Beth Gibbons
- Faith Hill
- Angélique Kidjo
- Beverley Knight
- Gladys Knight
- k.d. lang
- Madonna
- Sarah McLachlan
- Beth Orton
- Pink
- Bonnie Raitt
- Shakira
- Shingai Shoniwa
- Joss Stone
- Sugababes
- KT Tunstall
- Martha Wainwright

Główny wokal w drugiej zwrotce obejmuje Madonna.